# Stazione di Cantalupo del Sannio-Macchiagodena
La stazione di Cantalupo del Sannio-Macchiagodena è una stazione ferroviaria, posta lungo la ferrovia Campobasso-Isernia, che serviva i comuni di Cantalupo nel Sannio e di Macchiagodena. Dal centro di Cantalupo nel Sannio dista 2,7 km, mentre da quello di Macchiagodena 9,7 km.